# Pasquale Sandicchi
Pasquale Sandicchi (* 11. Juni 1868 in Reggio Calabria; † 25. April 1957 ebenda) war ein Diplomat und Politiker im Königreich Italien, der unter anderem von 1933 bis 1943 Mitglied des Senats (Senato del Regno) war.

## Leben

### Studium, Eintritt in den diplomatischen Dienst und Gesandter
Pasquale Sandicchi, Sohn von Giovanni Battista Sandicchi und dessen Ehefrau Giuseppina Adornato, absolvierte nach einem Studium an der Handelshochschule (Scuola superiore di commercio) in Venedig ein Studium der Internationalen Beziehungen an der Universität Venedig, welches er mit einer Laurea in scienze diplomatiche beendete. Er trat 1896 in den diplomatischen Dienst des Außenministeriums (Ministero degli affari esteri) und fand in den folgenden Jahren zahlreiche Verwendungen. Für seine Verdienste wurde er am 16. Mai 1901 Ritter des Ordens der Krone von Italien und erhielt zudem den preußischen Roten Adlerorden IV. Klasse (1903), das Ritterkreuz der französischen Ehrenlegion sowie das Offizierskreuz des österreichischen Franz-Joseph-Ordens. 1907 wurde er erst Konsul sowie später Generalkonsul in München und verblieb dort bis zu seiner Ablösung durch Giovanni Cesare Majoni 1920. In dieser Funktion wurde er am 29. Dezember 1912 Offizier des Ordens der Krone von Italien sowie am 4. Juni 1914 auch Offizier des Ordens der Heiligen Mauritius und Lazarus und ferner am 7. Juli 1919 auch Kommandeur des Ordens der Krone von Italien.
Am 19. Juni 1924 wurde er zunächst als Inviato straordinario di II classe Gesandter Zweiter Klasse und am 1. Juli 1926 auch Kommandeur des Ordens der Heiligen Mauritius und Lazarus. Er wurde am 20. August 1926 Gesandter Erster Klasse (Inviato straordinario di I classe) und übernahm 1926 eine Position als Mitglied des ständigen Komitees des Internationalen Landwirtschaftlichen Instituts in Rom. Am 18. Dezember 1927 wurde er Mitglied des Staatsrates (Consiglio di Stato), ein in der Verfassung verankertes Hilfsorgan der Regierung, und gehörte diesem Gremium bis zum 11. Juni 1938 an. Ihm wurde am 18. November 1929 das Großkreuz des Ordens der Krone von Italien verliehen und er wurde am 31. Oktober 1929 Mitglied der Delegation der italienisch-türkischen Konferenz für ein Gründungsabkommen und nachgeordnete Abkommen zur Verbesserung der diplomatischen Beziehungen. Kurz darauf wurde er am 23. Dezember 1929 zum Mitglied des Komitees für Rechtsfragen des Außenministeriums (Consiglio del contenzioso diplomatico) berufen. Für seine Verdienste wurde er 1930 Großoffizier des portugiesischen Christusordens und am 14. Januar 1932 auch Großoffizier des Ordens der Heiligen Mauritius und Lazarus. Er übernahm am 3. November 1932 den Posten als Generaldirektor für Verträge, Urkunden und Angelegenheiten mit dem Heiligen Stuhl (Direttore generale per i trattati, gli atti, gli affari con la Santa Sede) im Außenministerium.

### Senator und Verlust des Senatssitzes
Am 16. November 1933 wurde Sandicchi zum Mitglied des Senats (Senato del Regno) ernannt und gehörte diesem vom 13. Dezember 1933 bis zum 5. August 1943 an. Zu Beginn seiner Senatszugehörigkeit war er zwischen dem 4. Mai 1934 und dem 2. März 1939 Sekretär des Rechnungsprüfungsausschusses (Commissione per l’esame dei decreti registrati con riserva dalla Corte dei conti). Während dieser Zeit wurde ihm am 21. November 1938 auch das Großkreuz des Ordens der Heiligen Mauritius und Lazarus verliehen. Zum Ende seiner Senatszugehörigkeit war er vom 17. April 1939 bis zum 5. August 1943 Sekretär des Finanzausschusses (Commissione di finanze) und zugleich zwischen dem 16. Juni und dem 5. August 1943 auch Mitglied des Ausschusses für auswärtige Angelegenheiten, Handels- und Zollrecht (Commissione degli affari esteri, degli scambi commerciali e della legislazione doganale).
Unter der Regierung Badoglio wurde Sandicchi am 7. August 1944 vom Obersten Gerichtshof für Sanktionen gegen den Faschismus ACGSF (Alta Corte di Giustizia per le Sanzioni contro il Fascismo) angeklagt. Der Gerichtshof warf ihm vor, den Faschismus aufrechterhalten und den Krieg sowohl bei den Abstimmungen im Senat als auch mit individuellen Handlungen, einschließlich der Verbreitung von Propaganda innerhalb und außerhalb des Senats, unterstützt zu haben. Durch Beschluss vom 5. Dezember 1944 verlor er seinen Sitz im Senat und seine Berufung dagegen wurde mit Beschluss vom 8. Juli 1948 abgelehnt. Aus seiner Ehe mit Concetta Marcianò gingen die Tochter Giuseppina Edvige sowie der Sohn Giovanni Battista hervor.

## Hintergrundliteratur
- Chi è? Dizionario biografico degli Italiani d’oggi, Rom (1948), S. 825.
- La Formazione della Diplomazia nazionale (1861-1915). Repertorio bio-bibliografico dei funzionari del Ministero degli Affari Esteri, Roma 1987, S. 655 f.